# نيكولاس فلاميل
نيكولاس فلاميل (بالفرنسية: Nicolas Flamel) (و. 1330 – 1418 م) هو كاتب عمومي من مملكة فرنسا. توفي في باريس.
حياته المهنية المزدهرة وزواجه من بيرنيل وهي أرملة لها عدة أملاك، إلى جانب مضارباته العقارية، ضمن له ثروة مريحة، خصصها في آخر حياته للأوقاف والمنشآت الدينية. هاته الثروة هي التي كانت وراء الأسطورة التي جعلت منه خيميائيا نجح في العثور على حجر الفلاسفة الذي يسمح بتحويل المعادن إلى ذهب. بفضل هذه السمعة، نُسبت إليه العديد من الرسائل البحثية الخيميائية بين نهاية القرن الخامس عشر والقرن السابع عشر، وكان أشهرها كتاب الأشكال الهيروغليفية (Le Livre des figures hiéroglyphiques) الصادر في 1612. وبذلك، أصبح فلاميل «أشهر خيميائي فرنسي لم يسبق له ممارسة الخيمياء».

## معرض صور

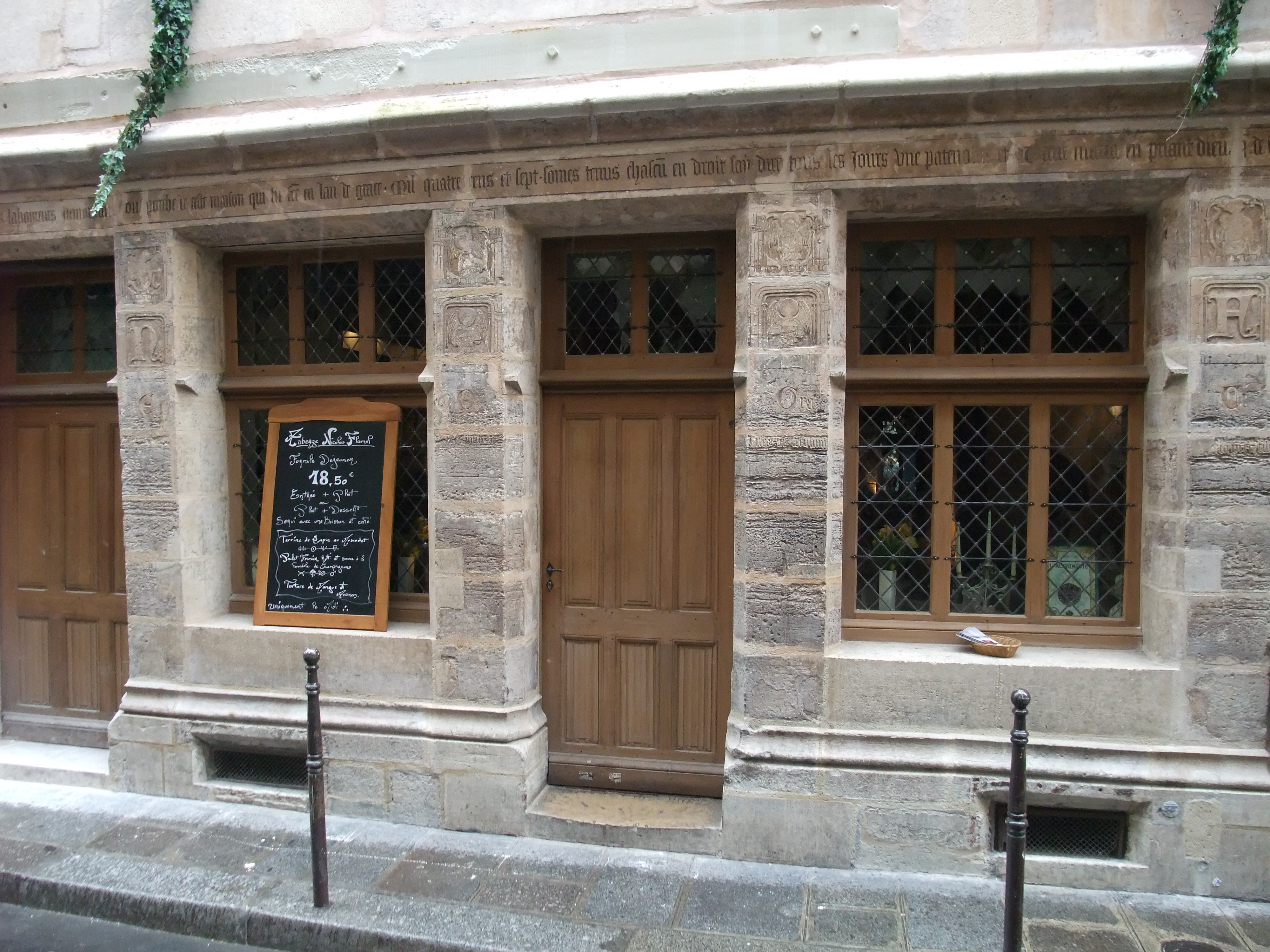
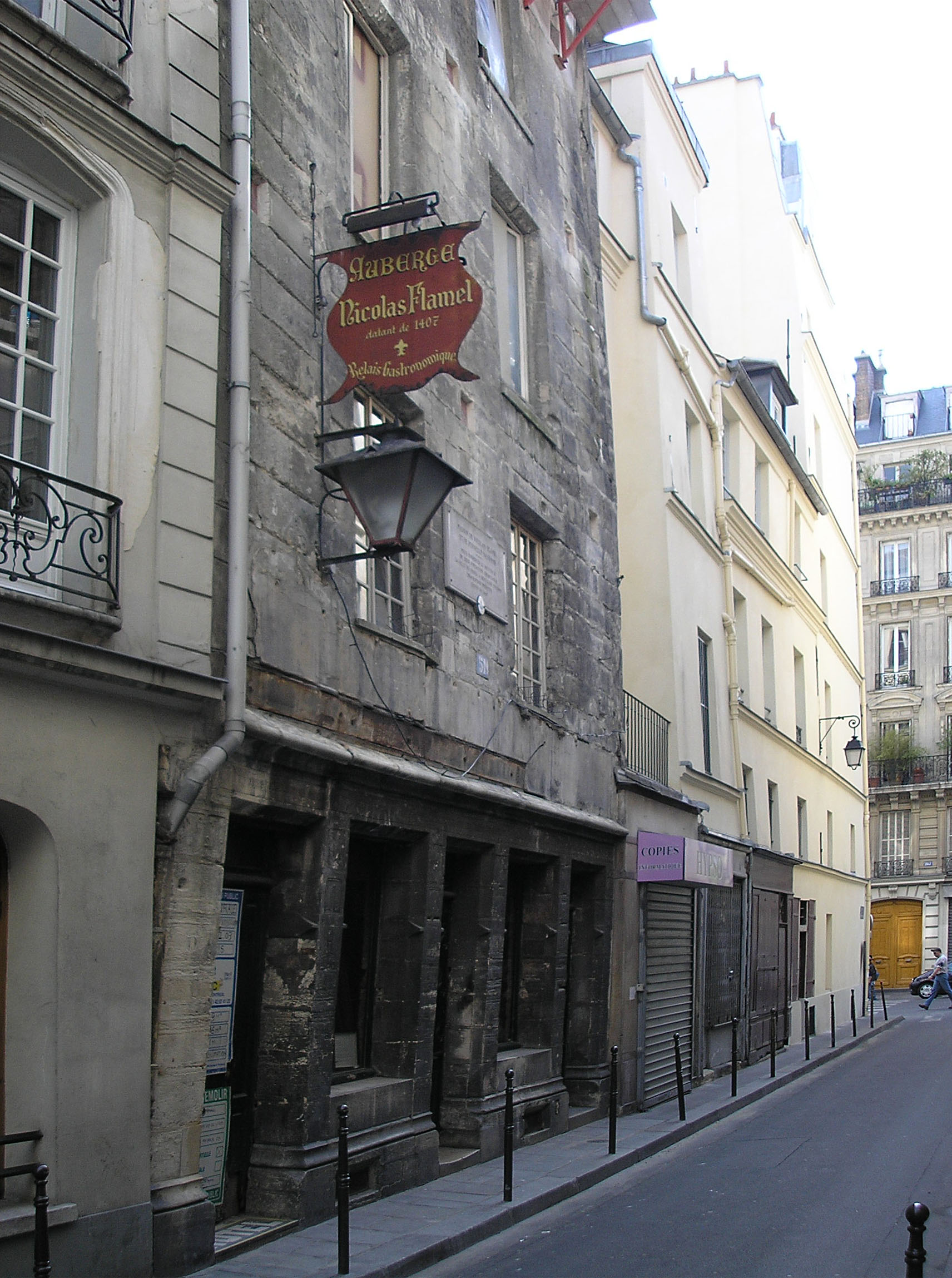
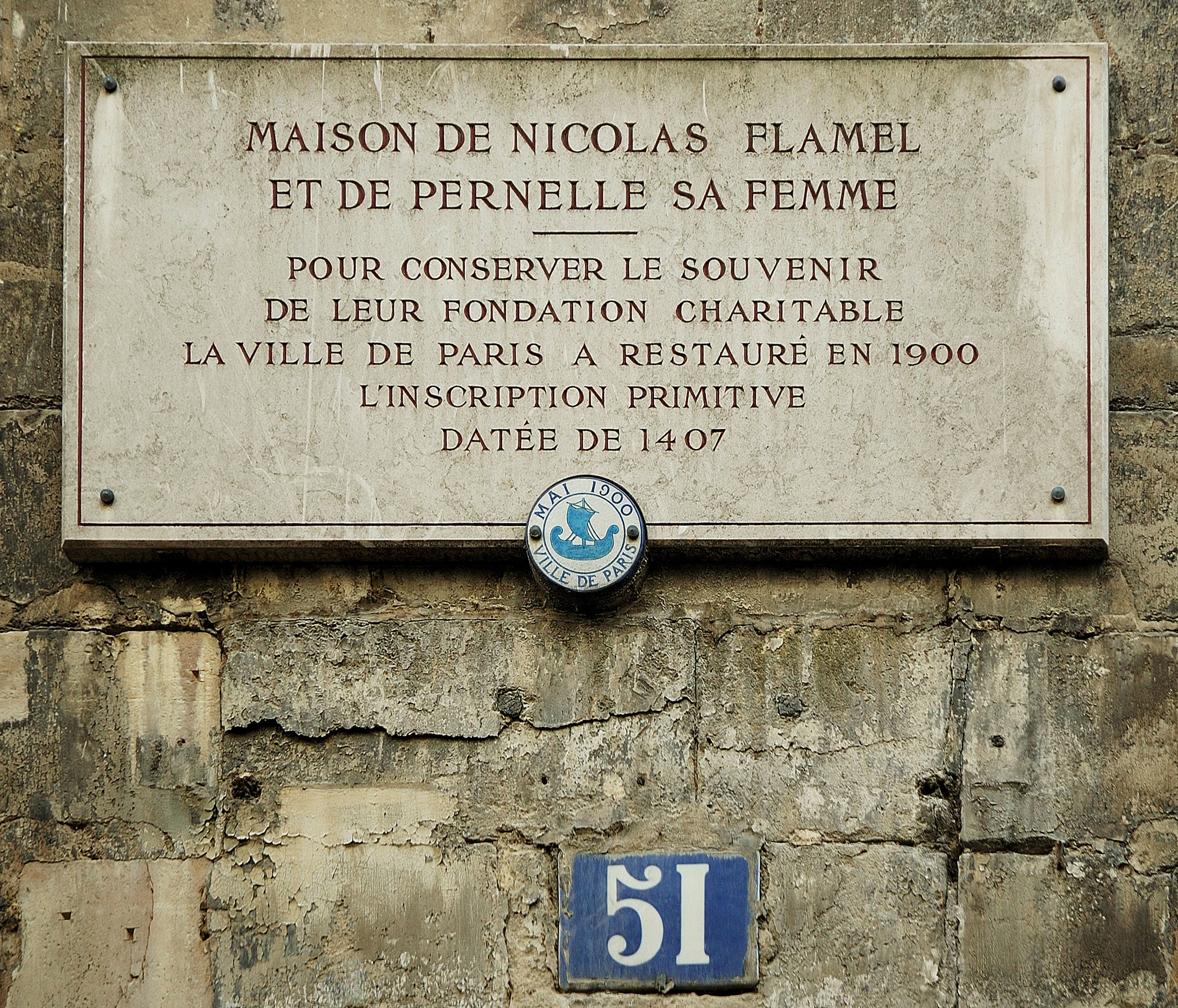